# Acer pavolinii
Acer pavolinii é uma espécie de árvore do gênero Acer, pertencente à família Aceraceae.